# 麦迪逊 (南达科他州)
麦迪逊（英語：Madison），是美国南达科他州萊克縣下属的一座城市，為萊克縣的縣治。根据2010年美国人口普查，该市有人口6,474人。2011年估计该市人口约有6,648人，年增长率为2.69%。